# Spin-Down-Alter
Das Spin-Down-Alter (englisch spin down age) ist eine Abschätzung für das Alter eines rotierenden Neutronensterns unter den folgenden Annahmen:
- Der Neutronenstern rotiert in einem Vakuum.
- Die magnetische Flussdichte ist konstant seit der Entstehung des Neutronensterns.
- Das Magnetfeld ist ein einfaches Dipolfeld.
- Die magnetischen Pole sind auf der Rotationsachse.

So kann das Alter mit der folgenden Formel abgeschätzt werden:
{\displaystyle t=0{,}5\cdot P\cdot {\dot {P}}},
wobei {\displaystyle P} die Rotationsdauer und {\displaystyle {\dot {P}}} die dimensionslose Änderung der Rotationsdauer ist. Obwohl die getroffenen Annahmen in der Realität nicht zutreffen, überschätzt das Spin-Down-Alter das tatsächliche Alter um nicht mehr als einen Faktor zwei, wenn ein unabhängiger Altersindikator vorhanden ist, wie z. B. eine historische Aufzeichnung der Supernova-Eruption. Das Spin-Down-Alter kann bei Pulsaren, röntgenschwachen isolierten Neutronensternen, Soft Gamma Repeatern, ungewöhnlichen Röntgenpulsaren, Central Compact Objects in Supernova Remnants und Rotating Radio Transients angewendet werden.